# Астрал (фільм)
«Астрал» (англ. Insidious) — перший американсько-канадський фільм жахів режисера Джеймса Вана з серії фільмів «Астрал», що вийшов 2010 року. У головних ролях Патрік Вілсон, Роуз Бірн, Тай Сімпкінс. Стрічка є попередником фільму «Астрал. Частина 2».
Сценаристом виступив Лі Воннелл, продюсерами — Джейсон Блум, Орен Пелі і Стівен Шнайдер. Вперше фільм продемонстрували 14 вересня 2010 року у Канаді на Міжнародному кінофестивалі у Торонто.
В Україні у кінопрокаті прем'єра фільму відбулась 21 квітня 2011.

## Сюжет
Історія фільму починається з чорно-білого знімання кімнати сплячого хлопчика. Далі камера показує кухню, де за вікном видно силует голови. Потім камера переходить на дзеркало, і видно обличчя злої жінки з запаленою свічкою.
Вчитель Джош, його дружина Рене і троє їхніх дітей (Далтон, Фостер і Келлі) переїжджають в новий будинок. Ще навіть не встигнувши розпакувати речі, Рене починає помічати дивні речі. Книги, які вона ставила на полицю, раптом виявляються на підлозі, коробка з нотними зошитами, які вона довго не могла знайти, виявляються на горищі, чути дивні звуки. Одного вечора Далтон забирається на горище і, намагаючись включити там світло, падає зі сходів, а на наступний ранок він не прокидається. Лікарі вважають, що це кома, але не можуть визначити її причину, кажуть, що такого вони ще ніколи не зустрічали.
Минуло три місяці. Рене продовжує стикатися з паранормальними явищами, не витримує цього і вмовляє Джоша змінити будинок, вважаючи, що переїхавши, вони позбудуться привидів. Але примари продовжують переслідувати родину і в новому будинку.
Зневірившись, Рене запрошує двох фахівців з паранормальних явищ — Стівена і Такера. Досліджуючи будинок, Такер виявляє аномалію, і вони кличуть на допомогу Еліс Рейнер.
Еліс розповідає батькам, що їхній син зовсім не в комі і що проблема не в падінні зі сходів. Що фізично його тіло тут, але його душа літає. Також виявилося, що Далтон з раннього віку вмів виходити в астрал. Але в один з «польотів» він зайшов занадто далеко і не зміг повернутися, а привиди, яких бачила Рене, намагаються заволодіти тілом Далтона. І що крім привидів є демон, який теж хоче отримати хлопчика, і ближче всіх знаходиться до нього. Джош не вірить Еліс і виганяє її, однак, виявивши в кімнаті Далтона малюнки, що явно вказують на правдивість слів Еліс, розуміє, що та була права, і погоджується на її допомогу.
Пізніше з'ясовується, що Далтон успадкував здатність виходити в астрал від батька, і тепер Джош повинен вийти зі свого тіла і допомогти синові повернутися, поки тіло Далтона не зайняв хтось інший.
Вийшовши в астрал, Джош бачить страшні дивацтва. Трохи поблукавши по потойбічному тунелю, він знаходить Далтона, і їм, ніби як, вдається покинути астрал. Але Еліс починає підозрювати недобре. Вона фотографує Джоша і той, закотивши істерику, душить її. Рене біжить на крики, де застає труп Еліс. Вона починає шукати і кликати Джоша, але не знаходить його. Потім вона виявляє фотоапарат і на знімку бачить замість Джоша жінку-примари, яка переслідувала його ще в дитинстві. У цей момент Джош опускає на плече Рене руку, вона з жахом обертається. На цьому фільм закінчується, залишивши відкритий фінал.

## У ролях
| Актор         | Персонаж                                   | Роль                           |
| ------------- | ------------------------------------------ | ------------------------------ |
| Патрік Вілсон | Джош Ламберт англ. Josh Lambert            | син Лорейн                     |
| Роуз Бірн     | Рене Ламберт англ. Renai Lambert           | дружина Джоша                  |
| Лін Шей       | Еліс Рейнер англ. Elise Ranier             | медіум, подруга Лорейн         |
| Тай Сімпкінс  | Далтон Ламберт англ. Dalton Lambert        | син Джоша і Рене               |
| Лі Воннелл    | Спекс англ. Specs                          | фахівець з паранормальних явищ |
| Ангус Семпсон | Такер англ. Tucker                         | фахівець з паранормальних явищ |
| Барбара Герші | Лоррейн Ламберт англ. Lorraine Lambert     | мати Джоша                     |
| Джей Лароуз   | довговолосий демон англ. Long Haired Fiend |                                |

## Цікаві факти
- На початку, коли Далтон падає, після спроби включити світло Джош підбігає, щоб подивитися, чи все з ним гаразд. Поки Джош сидить на дивані, граючи з новонародженим, його сорочка надіта поверх штанів, розстебнута і без краватки. Коли Джош підбігає до Далтона, щоб підняти його, його сорочка застебнута, заправлена, і з'являється краватка.
- У сцені, де Джош сидить у шкільному кабінеті, на дошці намальована лялька Біллі (під нею цифра «8») з фільмів серії «Пила», творцями якої є Джеймс Ван і Лі Воннелл. Пізніше було заявлено, що цифру підмалював хтось зі знімальної групи і Ван і Воннелл не мають до цього жодного відношення.
- У сцені, коли вперше включилася сигналізація і вся родина, крім Джоша, увійшла в кімнату Далтона, можна помітити, що Фостеру дуже не подобається звук сигналізації, а Келлі взагалі не реагує на такий звук, хоча повинна реагувати сильніше за всіх.
- Коли Еліс вкладає Джоша спати з метрономом, по фільму метроном відраховує 60 ударів на хвилину, хоча насправді чути, що його темп ближче до 85 ударів на хвилину.
- Жінка вбиває сім'ю з карабіна М1 (напівавтоматична гвинтівка), а звук при цьому такий, як від заряджаючої вручну зброї. Більше того, звук схожий до однозарядної або помпової рушниці.
- Коли Еліс вперше бачить демона, вона описує Спексу, що у нього очі «як дві чорні діри», і він малює портрет демона. Судячи з опису Далтона, у демона червоне обличчя і дві абсолютно темні плями замість очей. Однак, коли демон з'являється, його очі білі з крихітними зіницями.
- Коли Джош йде перевірити вхідні двері, він вмикає світло на ґанку і ліхтар тут же вибухає. Трохи пізніше на кадрах з дому видно, що на ґанку горить світло. Незрозуміло, коли його встигли полагодити.
- Коли спрацьовує сигналізація, Джош біжить вниз, вхідні двері широко відкриті і не видно москітної сітки, яка була показана раніше у фільмі. Після того як він перевірив весь будинок, сигналізація спрацьовує знову, і він закриває двері. Потім показують кадри всередині будинку, на яких знову видно москітну сітку.
- Коли Джош підходить до комода в кімнаті Далтона, щоб взяти одяг для Далтона, він нахиляється за одягом і в кадрі добре видно дроти від його мікрофону.
- Коли Джош йде до червоної двері на горищі в світі мрій (духів), в погано освітленій нижній лівій частині екрану можна помітити людину, яка займається установкою, яка розсіює туман.
- Коли Рене заходить в кімнату Далтона, на мить за її тінню з'являється тінь оператора.
- Коли Еліза і Спекс представляють нам свої астральні проєкції і спілкування з демоном, видно людину, яка безсумнівно належить до знімальної команди, з камерою, яка ходить ззаду за акторами.

## Сприйняття

### Критика
Фільм отримав здебільшого позитивні відгуки: Rotten Tomatoes дав оцінку 66 % на основі 165 відгуків від критиків (середня оцінка 6/10) і 61 % від глядачів із середньою оцінкою 3,5/5 (124,834 голоси). Загалом на сайті фільми має змішаний рейтинг, фільму зарахований «стиглий помідор» від кінокритиків і «попкорн» від глядачів, Internet Movie Database — 6,8/10 (118 616 голосів), Metacritic — 52/100 (30 відгуків критиків) і 7,0/10 від глядачів (275 голосів). Загалом на цьому ресурсі від критиків фільм отримав змішані відгуки, а від глядачів — позитивні.

### Касові збори
Під час показу у США, що розпочався 1 квітня 2011 року, протягом першого тижня фільм показали у 2,408 кінотеатрах і він зібрав 13,271,464 $, що на той час дозволило йому зайняти 3 місце серед усіх прем'єр. Показ фільму протривав 161 день (23 тижні) і завершився 8 вересня 2011 року і за цей час фільм зібрав у прокаті у США 54,009,150  доларів США, а у решті країн 43,000,000 $ (за іншими даними 45,861,736 $), тобто загалом 97,009,150 $ (за іншими даними 99,870,886 $) при бюджеті 1,5 млн $.

### Нагороди і номінації[10]
| Рік  | ! Нагорода                                    | Категорія                                                               | Номінант      | Результат |
| ---- | --------------------------------------------- | ----------------------------------------------------------------------- | ------------- | --------- |
| 2011 | Neuchâtel International Fantasy Film Festival | Titra Film Award                                                        | стрічка       | Перемога  |
| 2011 | Neuchâtel International Fantasy Film Festival | Найкращий художній фільм                                                | Джеймс Ван    | Номінація |
| 2012 | Премія «Сатурн»                               | Найкраща жіноча роль другого плану                                      | Лін Шей       | Номінація |
| 2012 | Empire Awards                                 | Найкращий фільм жахів                                                   | стрічка       | Номінація |
| 2012 | Fangoria Chainsaw Awards                      | Найкраща актриса другого плану                                          | Лін Шей       | Перемога  |
| 2012 | Fangoria Chainsaw Awards                      | Найкращий фільм у широкому прокаті                                      | стрічка       | Перемога  |
| 2012 | Fangoria Chainsaw Awards                      | Найкраща актриса                                                        | Роуз Бірн     | Перемога  |
| 2012 | Fangoria Chainsaw Awards                      | Найкраща музика                                                         | Джозеф Бішара | Перемога  |
| 2012 | Young Artist Awards                           | Найкраща гра у художньому фільмі — молодий актор десяти і молодше років | Ендрю Астор   | Номінація |

### Виноски
1. 1 2  Insidious: Release Info (англ.). Internet Movie Database. Архів оригіналу за 25 січня 2021. Процитовано 24 січня 2014.
2. 1 2  Астрал. Kino-teatr.ua. Архів оригіналу за 3 лютого 2014. Процитовано 24 січня 2014.
3. 1 2 3 4  Insidious (англ.). The Numbers. Архів оригіналу за 3 лютого 2014. Процитовано 24 січня 2014.
4. 1 2 3 4  Insidious (англ.). Box Office Mojo. Архів оригіналу за 23 серпня 2013. Процитовано 24 січня 2014.
5. 1 2  Insidious (англ.). Internet Movie Database. Архів оригіналу за 3 листопада 2013. Процитовано 24 січня 2014.
6. ↑  Insidious (англ.). Allmovie. Архів оригіналу за 22 березня 2014. Процитовано 24 січня 2014.
7. ↑  Insidious: Full Cast & Crew (англ.). Internet Movie Database. Архів оригіналу за 4 квітня 2014. Процитовано 24 січня 2014.
8. ↑  Insidious (англ.). Rotten Tomatoes. Архів оригіналу за 25 лютого 2014. Процитовано 24 січня 2014.
9. ↑  Insidious (англ.). Metacritic. Архів оригіналу за 27 липня 2012. Процитовано 24 січня 2014.
10. ↑  Insidious: Awards (англ.). Internet Movie Database. Архів оригіналу за 22 квітня 2014. Процитовано 24 січня 2014.